# Elena Chadzisawa
Elena Chadzisawa, gr. Ελενα Χατζησάββα (ur. 17 sierpnia 1977) – cypryjska gimnastyczka, olimpijka.
Chadzisawa wystartowała w gimnastyce artystycznej na LIO 1992. Zajęła 42. miejsce. Była najmłodszym członkiem ekipy Cypru na Igrzyskach w Barcelonie.